# 李英宗
李英宗（りえいそう、越：Lý Anh Tông、在位：1138年 - 1175年）は、李朝の第6代皇帝。諱は天祚（ティエント、越：Thiên Tộ）。

## 経歴
第5代皇帝神宗と感聖夫人黎氏（後の霊照太后）の次男で嫡子として生まれ、父の死後わずか3歳で皇帝に即位した。即位から間もない治世2年目の紹明2年（1139年）、当時の中国の王朝であった宋の朝廷より、交趾郡王の爵位を与えられている。
翌年（2月に大定と改元）の内に、占い師の申利という人物が仁宗の息子を名乗り、800名余りの兵士らを率いて反乱を起こした。申利は同年のうちに『越史略』によれば「平皇」、『大越史記全書』によれば「平王」を称し、妻たちに皇后や夫人、男子たちに王侯の称号を授けるに至った。この反乱は外戚（祖母の杜太后の弟）の杜英武によって鎮圧され、翌年の10月に申利の一党2000人余りが捕縛された。申利も諒州に逃れたものの捕えられて都に連行され、他の首謀者20名らと共に処刑された。その後、大定2年（1141年）12月から大定3年（1142年）2月までの間に、申利の郎党の罪状は免じられた。
当初、英宗は幼かったため政務は全て杜英武に委ねられていたが、杜英武は妻の蘇氏を通して姉の杜太后の後宮への出入りを禁じ、自らは英宗の母の霊照太后と私通し、次第に宮中で傲慢な態度を取るようになった。これに対し『越史略』によれば大定9年（1148年）、『大越史記全書』によれば大定11年（1150年）、宮中では反対派らがクーデターを起こし、杜英武は一度は投獄されたものの、当時12歳であった英宗の裁定により杜英武は解放され、後にクーデターの首謀者らの多数が弾圧された。後の大定18年（1157年）に杜英武は死去したが、その次に政権を握った蘇憲誠が内外に渡って善政を敷き、彼の存命期間中は国内は安泰であったとされる。
政隆宝応2年（1164年）には南宋の孝宗より「安南国王」の爵位を贈られている。この時期は中華は北方に金および西夏、南方に南宋が並立していた時期であり、金と南宋の両王朝とそれぞれ国交を保つ外交努力がなされていたとされる。
天感至宝元年（1174年）、皇太子であった李龍昶が後宮の側室と密通したため、英宗は李龍昶を廃し庶人に落として投獄し、代わってその弟の李龍𣉙を後継者に指名した。天感至宝2年（1175年）、英宗は病に倒れ、李龍𣉙に「為人子不孝、安治民乎」との遺訓を残して没した。